# Большой трамплин (фильм)
«Большой трамплин» — советский художественный фильм, поставленный на киностудии «Беларусьфильм» в 1973 году режиссёром Леонидом Мартынюком.

## Сюжет
Двенадцатилетний Саша Лавров занимается прыжками с трамплина. Немало трудностей приходится преодолеть, чтобы выйти на большой трамплин. Теперь нужно на нём удержаться.

## В ролях
- Александр Будыхо, Андрей Будыхо — Саша Лавров
- Эммануил Виторган — Жегланов
- Лариса Леонова — мама Саши
- Вика Булыгина — Вика Новожилова
- Александр Козлов — Юра Сокольников
- Виктор Карбатов — Вася Васин
- Степан Крылов — Никитич
- Галина Рогачёва — Галина Борисовна
- Павел Кормунин — начальник отдела кадров

## Съёмочная группа
- Сценарий — Леонид Браславский
- Режиссёр — Леонид Мартынюк
- Оператор — Дмитрий Зайцев
- Художники — Владимир Чернышев
- Композитор — Шандор Каллош

## Признания и награды
- Бронзовая медаль и диплом фильму — ВКФ спортивных фильмов, Таллин-74.
- Диплом жюри за лучшее сценарное решение (Леонид Браславский) — ВКФ спортивных фильмов, Таллин-74.
- Приз редакции газеты «Советский спорт» (братья-близнецы Саша и Андрей Будыхо) — ВКФ спортивных фильмов, Таллин-74.

## Дополнительная информация
- Роль Саши Лаврова исполняют близнецы Будыхо.
- В фильме звучит песня А. Пахмутовой «Трус не играет в хоккей»
- Съемки трамплина велись в Перми.